# Much (Fernsehsender)

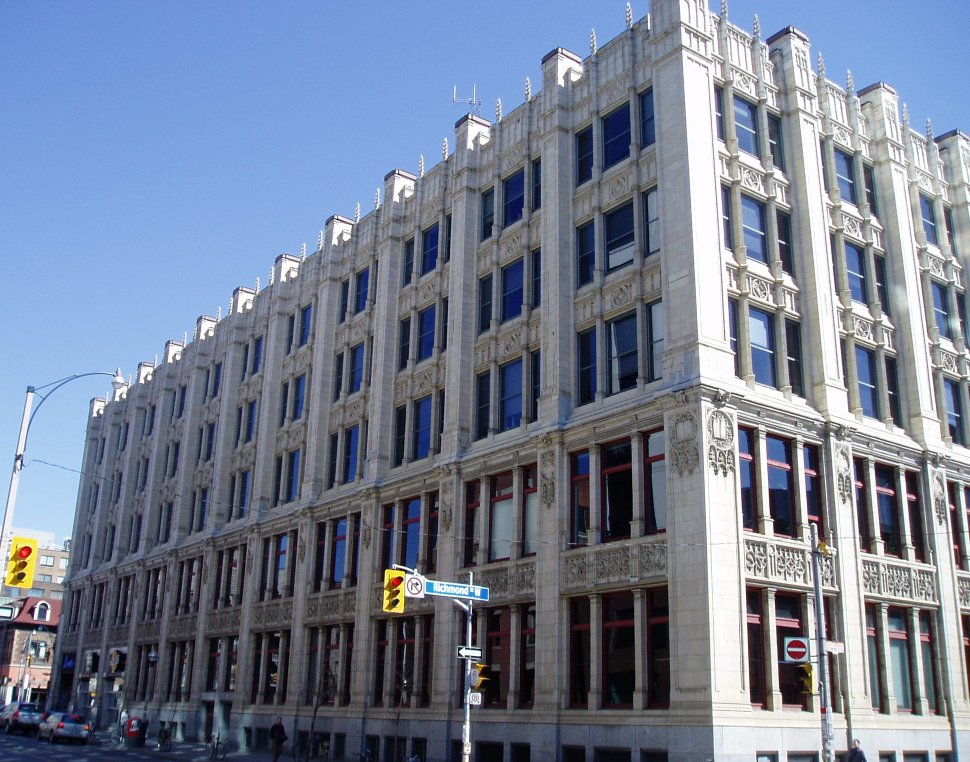
Das MuchMusic World Sendegebäude befindet sich an der 299 Queen Street West in Downtown Toronto.

Much (früher und allgemein bekannt als MuchMusic) ist ein englischsprachiger kanadischer TV-Musiksender aus Toronto, Ontario. Der Sender spricht vorwiegend eine jüngere Zielgruppe mit aktuellen Musikvideos an.

## Geschichte
Der Sender ging am 31. August 1984 das erste Mal auf Sendung. Das Konzept wurde von John Martin und Moses Znaimer entwickelt. Der Musiksender gehört zum kanadischen Medienkonglomerat CHUM Limited und war als kanadische Version des drei Jahre zuvor in den USA gegründeten MTV gedacht.

Das Logo des Senders von 1996 bis zum 1. April 2011

Das erste Video, das auf MuchMusic gespielt wurde, war The Enemy Within von Rush. Seither existieren Programme und Medienfenster in den USA, Finnland, Argentinien, Kolumbien, Peru, Malaysia und Mexiko. Daneben existieren viele Spin-offs in Kanada. MuchMusic adaptiert oder kauft oft Sendeformate und Sendungen von MTV.
Bell Canada übernahm den Sender von CTVglobemedia. Somit hat am 1. April 2011 der Eigentümer gewechselt, der einen Relaunch mit einem neuen Senderlogo und einem moderneren Image startete.

## Sendeschema
Der Sender sendet aktuelle Musikvideos unterschiedlicher Formate wie u. a.:
- Much Alternative
- Much Dance
- Much Hip-Hop
- Much R&B
- Much Rock
- PunchMuch
- Much Mega Hits
- MuchMusic Top 30 Countdown

Daneben werden vereinzelt kleinere Shows und Serien ausgestrahlt. Wie zum Beispiel: Jackass, The Hard Times of RJ Berger, Awkward, Death Valley, Degrassi: The Next Generation, Brit Awards, Juno Awards und Live @ Much.

## Weitere Sender
Der Sender verfügt daneben über weitere Sender in Kanada für spezielle Formate wie:
- MuchMore, konzentriert sich auf Adult Contemporary und  Classic Rock,
- MuchLOUD, konzentriert sich vorwiegend auf Rock, Modern Rock, Alternative, Punk und Metal.
- MuchVibe, sendet Musikvideos der Richtungen Rap, Hip-Hop, R&B und Reggae.
- PunchMuch, ist ein Sender, bei dem Zuschauer entscheiden können, was sie gerne sehen würden und die Mehrheit entscheidet.

### International
- Muchmusic Tschechien,  gegründet 2006.
- MuchMusic Lateinamerika, gegründet 1992.
- MuchMusic hat mehrere Sendeverträge mit verschiedenen Sendern in Kolumbien, Indonesien, Mexiko und Singapur.

## Much HD
Am 1. Juni 2011 nahm der Sender parallel den digitalen HD-Sendebetrieb auf. Dieser wird eingespeist bei: Bell Satellite TV, Bell Fibe TV, Rogers Cable und EastLink.